# Вибір (Доктор Хаус)
«Вибір» (англ. The Choice)  — дев'ятнадцята серія шостого сезону американського телесеріалу «Доктор Хаус». Прем'єра епізоду проходила на каналі FOX 3 травня 2010. Доктор Хаус і його нова команда мають врятувати чоловіка, який був геєм, але зараз готовий відати все, щоб одружитися зі своєю дівчиною.

## Сюжет
Під час весілля з Ніколь у Теда виникає афазія і невдовзі він непритомніє. В лікарні Хаус несподівано вколює чоловіку шприц в спину і той скрикує. Тед запевняє, що голос до нього повернувся раптово тоді, коли Хаус вколов його. Але сам Хаус не вірить йому і виписує. На порозі з лікарні у Теда виникає плевральний випіт. Хаус наказує взяти рідину з легенів на посів, цитологію на рак, виміряти тиск, перевірити будинок. Проте 3 місяці тому Тед переїхав до Ніколь, тому Хаус наказує перевірити обидва будинки. У будинку, в якому Тед жив раніше, Тринадцята помічає стелю, яка, можливо, зроблена з азбесту. Але до будинку приходить її новий власник та каже, що перевіряв матеріал на наявність азбесту — він відсутній. Також він каже, що був хлопцем Теда три роки.
Аналіз сечі підтверджує мононуклеоз. Команда вважає, що пацієнт бісексуал, проте той запевняє їх, що це не правда. Команда перевіряє чоловіка на ВІЛ і результат виявляється негативним. Тринадцята вважає, що чоловік був бісексуалом, але потім звернувся до когось по допомогу, щоб стати натуралом. Тед зізнається, що проходив терапію. Під час перегляду відео з чоловічим сексуальним життям йому давали блювотні препарати і це тривало протягом 3 тижнів. Коли це не допомогло Теду давали чоловічі гормони і користувалися електрошоком. Хаус наказує зробити ЕЕГ, щоб зрозуміти, чи Теду вдалося стати натуралом. Результат показує, що чоловік справді натурал, проте у Теда виникає серцевий напад. Форман пропонує зробити ангіограму, щоб перевірити пацієнта на наявність тромбів і внутрішніх кровотеч. Підготовуючи Теда до процедури команда розуміє, що чоловік непритомніє щоразу, як тільки підведеться. Тринадцята вважає, що у пацієнта мононуклеоз і Хаус наказує почати лікування. Теду стає краще, а Ніколь дізнається, що її наречений був геєм. Невдовзі у чоловіка починається сильний головний біль.
Тауб вважає, що у пацієнта церебральна інфекція і Хаус наказує зробити спинну пункцію і посів рідини. У Теда посилюється головний біль і Хаус розуміє, що у нього витік, який призвів до низького тиску у мозку. Він наказує залатати витік і закачати штучну спинномозкову рідину. Згодом у Теда виникає процес, який дуже схожий на інсульт, але не є ним. Команда вирішує звести Ніколь, Теда і його колишнього хлопця в одну кімнату і дізнатися все, що якось може допомогти у діагностуванні. Ніколь каже, що іноді у них з Тедом виникає проблема з сексом. Тауб думає, що проблема в судинах і разом з Тринадцятою проводить тест. Під час нього у пацієнта виникає лактація. Тауб вважає, що у чоловіка пухлина гіпофізу, Хаус наказує зробити МРТ гіпофізу і перевірити рівень пролактину. МРТ у нормі, а Хаус розуміє, що у Теда звуження в основі черепа, що перешкоджає потоку спинальної речовини. Пацієнту роблять операцію і він одужує.

## Цікавинки
- Вілсон дає команді Хауса по $100, щоб вони провели з їхнім босом декілька годин разом.